# Панки (гміна)
Гміна Панкі (пол. Gmina Panki) — сільська гміна у південній Польщі. Належить до Клобуцького повіту Сілезького воєводства.
Станом на 31 грудня 2011 у гміні проживало 5110 осіб.

## Територія
Згідно з даними за 2007 рік площа гміни становила 55.03 км², у тому числі:
- орні землі: 59.00%
- ліси: 33.00%

Таким чином, площа гміни становить 6.19% площі повіту.

## Населення
Станом на 31 грудня 2011:
| Опис     | Загалом | Загалом | Чоловіки | Чоловіки | Жінки | Жінки |
| -------- | ------- | ------- | -------- | -------- | ----- | ----- |
| одиниця  | осіб    | %       | осіб     | %        | осіб  | %     |
| все      | 5110    | 100     | 2526     | 49.43    | 2584  | 50.57 |
| міське   | 0       | 100     | 0        |          | 0     |       |
| сільське | 5110    | 100     | 2526     | 49.43    | 2584  | 50.57 |

## Сусідні гміни
Гміна Панкі межує з такими гмінами: Вренчиця-Велька, Кшепіце, Опатув, Пшистайнь.